# Waterland (Holandia Północna)
Waterland – gmina w Holandii, w prowincji Holandia Północna.

## Miejscowości
Miasto Monnickendam oraz wsie: Broek in Waterland, Ilpendam, Katwoude, Marken, Purmer, Uitdam, Watergang, Zuiderwoude.